# ターナー色彩
ターナー色彩株式会社（ターナーしきさい）は、大阪府大阪市淀川区三津屋北に本社を置く絵具の製造販売をおこなう企業である。

## 概要
主に水性系の絵具に強みを持ち、アクリルガッシュ、ポスターカラー、ネオカラー、イベントカラーなど各種絵具を製造している。また、油絵具も一部製造しており、画材全般において広く取扱っている。
これまでアートのキャンバスに不向きだった特殊な材質向けに開発された水性塗料も幅広く用いられており、その他リフォーム用に開発されたインテリア向けペイントなどでも強みを持つ。
近年では日本の歴史再生の一環として、神社仏閣の修復を目的とした色材・施工を企画したトータルプランニング事業にも進出している。

## 沿革
- 1946年：丸大産業株式会社設立
- 1947年：ターナー色彩化学工業株式会社に改称
- 1958年：ターナー色彩株式会社に改称

## 主な商品
- アクリルガッシュ
- ポースターカラー
- ゴールデンアクリリックス(2020年7月ゴールデンアクリリックス 販売代理店 契約を解消、2021年7月末をもって販売終了）
- ネオカラー
- イベントカラー
- Jカラー
- ミルクペイント
- アイアンペイント
- U-35 アクリリックス

## 関係者
- 堀川由梨佳：2015年アンバサダー就任